# Juan de Castro y Castilla

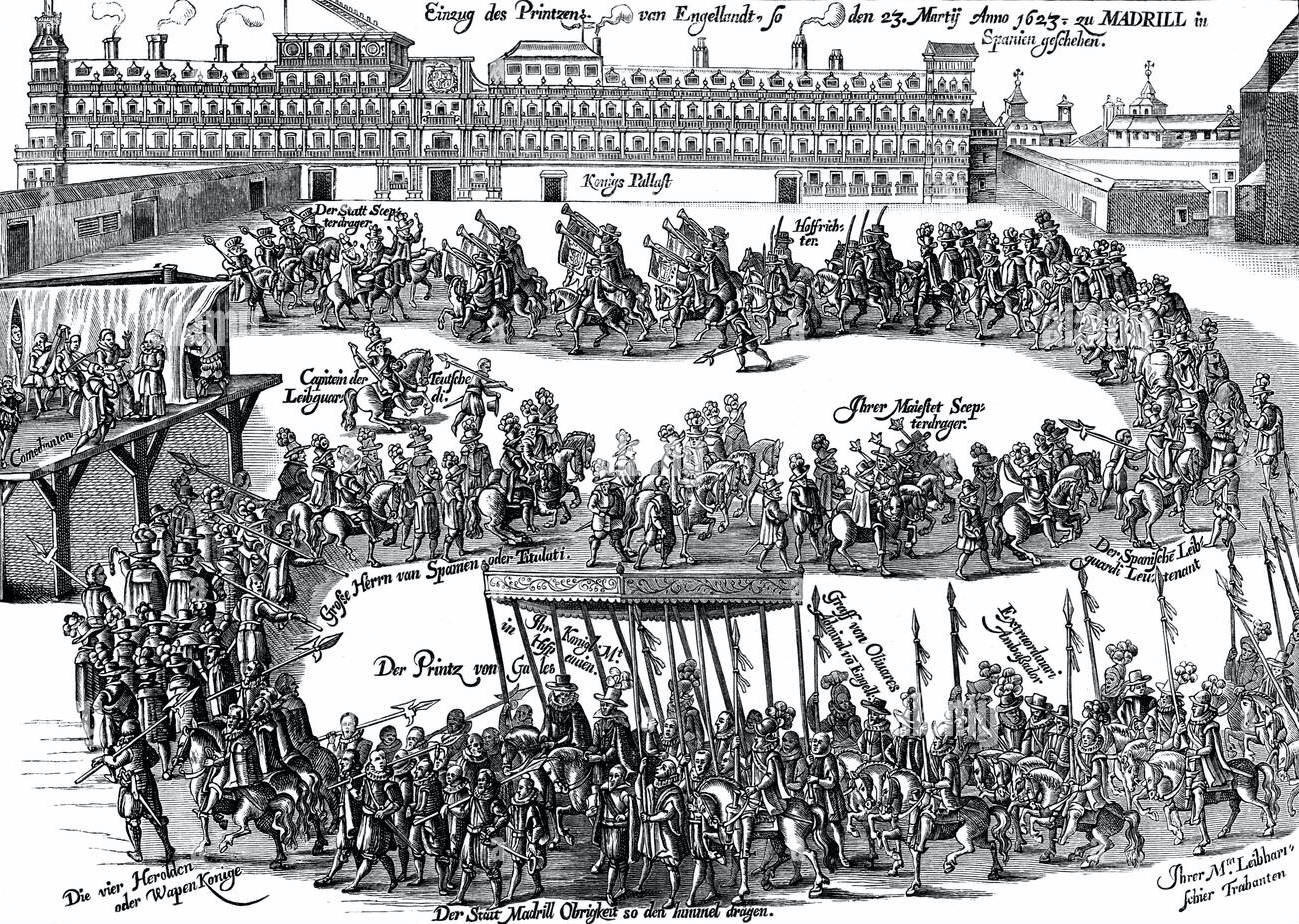
Entrada solemne de Carlos, príncipe de Gales en Madrid en 1623 durante el corrregimiento de Juan de Castro y Castilla.

Juan de Castro y Castilla I conde de Montalvo (Valladolid, c. 1585-Madrid, 23 de junio de 1646) fue un noble y militar español que en dos ocasiones llegó a ser corregidor de Madrid (en 1622-1625, y de nuevo en 1636).

## Biografía
Era hijo de Juan Lorenzo de Castilla y su esposa, Beatriz de Castro.Juan tuvo otros dos hermanos mayores:
- Lope de Pessoa, muerto en la infancia.
- Francisco de Pessoa, muerto en la adolescencia, cuando era paje del archiduque Alberto.

En su primera juventud se decidió por la carrera militar sirviendo a la infanta Isabel Clara Eugenia y su esposo el archiduque Alberto, soberanos de los Países Bajos. Volvió a España en 1607 cuando ya había muerto su padre y su hermano Francisco. Su madre, una vez viuda, pasó a vivir en el convento de Santa Dorotea de Burgos, de canonesas agustinas.
Fue gentilhombre de boca de Felipe III, volviendo a jurar como tal en 1622 para servir a Felipe IV.
Ese mismo año fue nombrado corregidor de Madrid, siendo considerado como un hombre leal al conde-duque de Olivares, valido de Felipe IV. Como titular de este cargo, participó en la Junta Grande de Reformación. Dejó el cargo en 1625, siendo nombrado el año siguiente consejero del Consejo de Hacienda.  
Desde al menos 1630 era consejero del Consejo de Guerra.  
En 1636 fue vuelto a nombrar corregidor de Madrid. Dejó el cargo de corregidor hacia mediados de junio del año siguiente, siendo sucedido por Juan Ramírez de Fariñas.
Tuvo un carácter fuerte y tuvo como consecuencia distintos conflictos con otros políticos y magistrados de la época. 

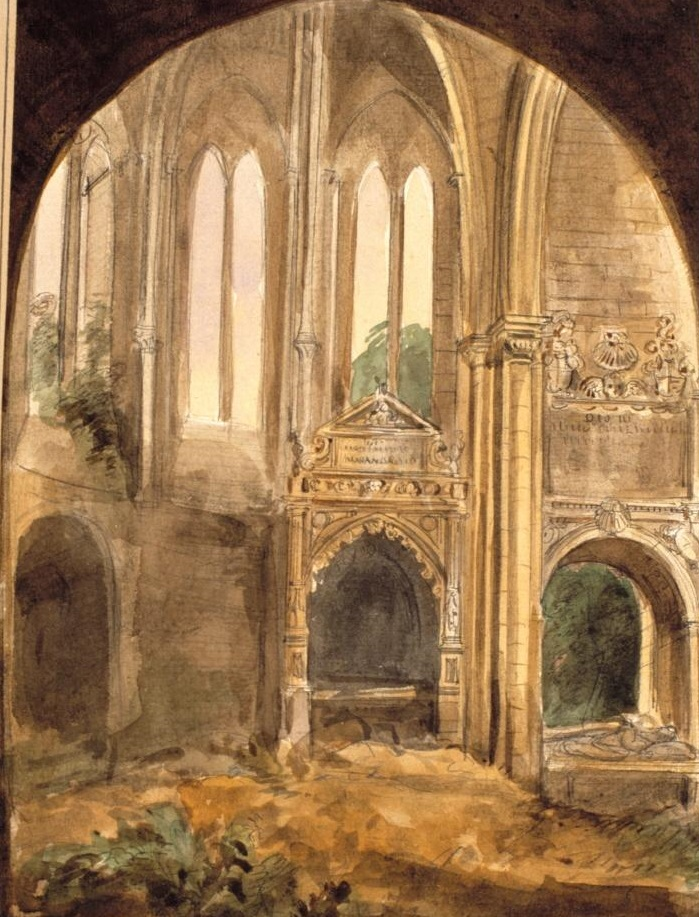
Ruinas del presbiterio del monasterio de San Francisco en Burgos en el que fue enterrado Juan de Castro. (Dibujo de Valentín Carderera, c. 1850)

Murió en Madrid el 23 de junio de 1646, siendo enterrado en el monasterio de San Francisco de Burgos. En este cenobio había adquirido el patronazgo de su capilla mayor, de la capilla de San Pedro y otros lugares.

## Matrimonio y descendencia
Contrajo matrimonio con Francisca de Castro y de Polanco (Burgos, ¿?-¿?, 1652). De este matrimonio nacerían cinco hijos, todos ellos fallecidos en la infancia, entre los que destaca:
- Juan Francisco de Castro que, en 1629, fue nombrado caballero de la Orden de Santiago por Felipe IV[4]y murió en su infancia

## Títulos, órdenes y empleos

### Títulos
- I conde de Montalvo (1635)
- I vizconde de Montalvo de Camero Viejo (16 de abril de 1632)

### Órdenes
- Orden de Santiago.
  - Comendador mayor de Montalbán.
  - Caballero.

### Empleos
- Gentilhombre de boca del rey de España (1622-)
- Consejero del Consejo de Guerra. (antes de 1630-)
- Consejero del Consejo de Hacienda. (23 de febrero de 1626-)
- Corregidor de Madrid (1622-1625, 1636-1637)
- Procurador en cortes por Burgos.